# 亚尔马·安德森

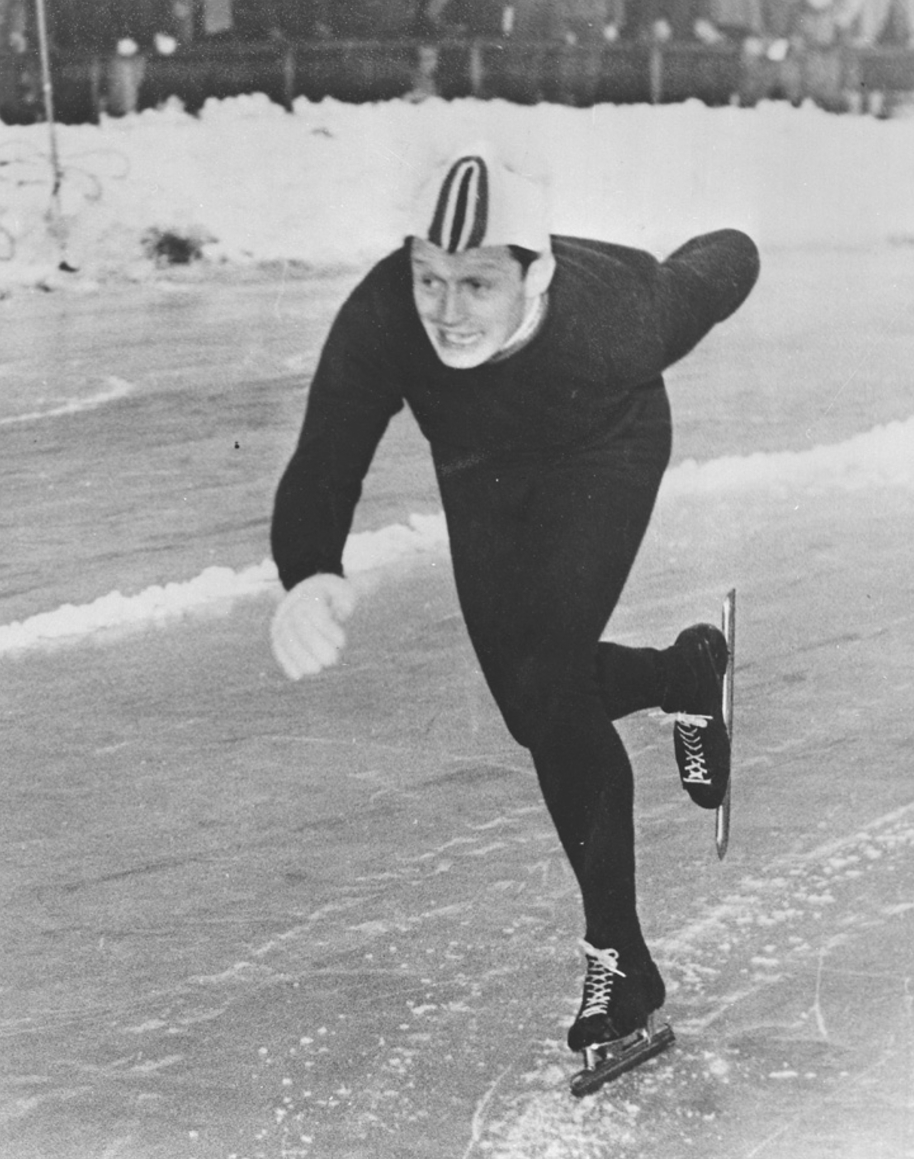
亚尔马·安德森（1950年）

亚尔马·约翰·“亚利斯”安德森（挪威語：Hjalmar Johan "Hjallis" Andersen，1923年3月12日—2013年3月27日），挪威男子速度滑冰运动员，三枚奥运会金牌得主，四次破世界纪录。

## 生平
2013年3月25日，安德森于挪威奥斯陆家中跌倒后昏迷，未能醒来，3月27日逝世。